# طريقة العزوم (إحصاء)
طريقة العزوم (بالإنجليزية: Method of Moments)‏، في الإحصاء المعلمي، طريقة تقدير للمعالم الإحصائية لقوانين التوزيع تستعمل العزوم. هذه التقنية ليست بنفس نجاعة طرق أخرى، من منظور الانحياز الإحصائي، خصوصا طريقة القيمة العليا لدالة الإمكان.
تعتمد طريقة العزوم على إيجاد حل لمعادلة (أو نظمة معادلات) تساوي العزوم النظرية مع العزوم التجريبية، تكون مجاهيلها هي المعالم الإحصائية المراد تقديرها. التقعيد النظري لهذه التقنية ينطلق من نظرية الأعداد الكبرى التي تنص على أن العزوم التجريبية تؤول تقاربيا إلى العزوم النظرية.

## تعريف
نعتبر عينة حجمها {\displaystyle n} : {\displaystyle X=(X_{1},X_{2},...,X_{n})} تشكل متجهة من متغيرات مستقلة ومتشابهة التوزيع قيمها في {\displaystyle {\mathcal {X}}}. نعتبر {\displaystyle \theta \in \Theta } معلمة لتوزيع {\displaystyle X} الاحتمالي.
نعرف تطبيقا {\displaystyle f=(f_{1},...,f_{k})} منطلقه في {\displaystyle {\mathcal {X}}} ومستقره في {\displaystyle \mathbb {R} ^{k}} بحيث يكون التطبيق {\displaystyle \Phi } المعرف كما يلي، تباينيا:
{\displaystyle \Phi :{\begin{cases}\Theta \longrightarrow \mathbb {R} ^{k}\\\theta \longrightarrow \mathbb {E} _{\theta }[f(X)]\end{cases}}}
المقدر {\displaystyle {\widehat {\theta }}_{n}} هو حل المعادلة التالية، في {\displaystyle \Theta }، في حالة إمكانية حلها:
{\displaystyle \Phi (\theta )={\frac {1}{n}}\sum _{k=1}^{n}f(X_{i})}.
إذا كانت {\displaystyle {\mathcal {X}}} ضمن {\displaystyle \mathbb {R} } وإذا عرفنا {\displaystyle f_{i}(x)=x^{i}}، تكون بذلك {\displaystyle \Phi } دالة العزم من الرتبة {\displaystyle i} للمتغير {\displaystyle X}.
هكذا يمكن تقدير قيمة {\displaystyle \theta } فقد بدلالة قيم مرفوعة أساساتها {\displaystyle X} أو {\displaystyle X-\mathbb {E} [X]} تكون قيمها المتوقعة هي عزوم {\displaystyle X}.